# Lost Paradise
Lost Paradise ist das Debütalbum der britischen Band Paradise Lost. Es erschien 1990 bei Peaceville Records.

## Musikstil
Auf ihrem Debüt verband die Gruppe die Langsamkeit des Doom Metals mit dem Growling und tiefergestimmten Gitarrenspiel des Death Metals. Die Lieder sind jedoch relativ einfach gehalten und weniger technisch als bei vielen anderen Death-Metal-Bands, da die Musiker noch nicht über die entsprechenden Fähigkeiten verfügten.
Bei dem Lied Breeding Fear ist von Kay Field eingesungener weiblicher Gesang zu hören, der aber noch nicht eine so prominente Stellung wie bei späteren Werken der Band einnimmt.

## Texte
Die Texte behandeln Tod, Verdammnis und Hoffnungslosigkeit. Our Saviour kritisiert den Glauben an Erlösung durch einen Gott. Die Predigten des Pfarrers werden als Lügen und er selbst als Wahnsinniger bezeichnet, dem nur die Dummen zuhören und gehorchen; im Angesicht des Todes helfe einem kein Gott.

## Gestaltung
Das Album erschien 1990 als LP, CD und Picture Disc. Das Cover wurde von Duncan Fegredo entworfen und zeigt einen Roboter mit gestrecktem Arm; die Hand des Roboters ist auch auf dem Label der CD-Version zu sehen. Die Rückseite des Albums zeigt eine Photographie der Band, die von Porl A. Medlock stammt und die unglücklich wirkenden Musiker vor einem Friedhof zeigt; im Inlay ist eine weitere Photographie der Band zu sehen. Die Picture-Disc-Version zeigt auf einer Seite das Frontcover und auf der Rückseite eine Photographie der hockenden Bandmitglieder vor einer Kirche.

## Rezeption und Wirkung
Während Peaceville die Band als „britisches Gegenstück zu Morbid Angel“ bezeichnete, war Götz Kühnemund vom Rock Hard nicht dieser Ansicht: „Ganz so gut“ sei Paradise Lost zwar nicht, solle „eingefleischte Death Metal-Fans aber allemal“ interessieren. Er zog Vergleiche zu Bolt Throwers Album „Realm of Chaos“, das „ebenso düsteren, angemessen produzierten Death Metal“ biete. Er lobte, dass Paradise Lost sich nicht in „endlose Chaos-Passagen“ verstricke, sondern „überwiegend schleppende, umso bedrohlicher klingende Songs“ schreibe. Die Bezeichnung Death Metal passe „hier wie die Faust aufs Auge, denn brutaler geht's eigentlich kaum noch.“ Bands wie Obituary jedenfalls habe Paradise Lost „in punkto Härte mit dieser pechschwarzen Scheibe klar hinter sich gelassen.“
Eduardo Rivadavia von allmusic bezeichnet das Album als dilettantisch, weist aber gleichzeitig auf seine Bedeutung als prägendes Album des Death Doom hin. Der Biographie auf der Internetseite The Gauntlet zufolge zeige die Band jedoch erst auf dem Nachfolger Gothic, dass sie zu Höherem berufen sei.

## Titelliste
Alle Lieder wurden von Nick Holmes und Gregor Mackintosh geschrieben.
1. Intro – 2:42
2. Deadly Inner Sense – 4:36
3. Paradise Lost – 5:29
4. Our Saviour – 5:07
5. Rotting Misery – 5:16
6. Frozen Illusion – 5:21
7. Breeding Fear – 4:14
8. Lost Paradise – 2:08
9. Internal Torment II – 5:53